# Міжнародна літературно-мистецька премія імені Миколи Сингаївського
Міжнародна літературно-мистецька премія імені Миколи Сингаївського — премія Українського фонду культури.

## Лауреати премії
Серед лауреатів премії:
- Рачинець Сергій Порфирович
- Сєдих Юрій Іванович
- Черкес Надія Дмитрівна
- Бакуменко Олександр Данилович — за художньо-документальну повість «Народний пісняр» (2013)[1]
- Гай Анатолій Іванович (2015)[1]
- Васильчук Віктор Борисович (2016)
- Гентош Іван Михайлович — у номінації «Поезія» (2016) за книгу «Страсті земні»
- Калиновська Наталія Леонідівна (2017)
- Роль Михайло Михайлович — в номінації «Пісенна творчість» (2020)[2]
- Апальков Олександр Володимирович (2022)